# 재벌집 막내아들의 등장인물

## 진양철 일가
- 진찬호 †(1896~1969) - 진양철의 아버지/순양상회 사장

- 김옥분 †(1898~1973) - 진양철의 어머니

- 진영미 †(1923~2009) - 진양철의 첫째 누나

- 진형철 †(1924~2004) - 진양철의 첫째 형

- 진영숙 †(1925~2011) - 진양철의 둘째 누나

- 진순철 †(1926~2008) - 진양철의 둘째 형

- 진양철 †(1927~2002)/이성민 - 순양그룹 회장

상대를 꿰뚫어 보는 눈빛과 한 치의 빈틈도 허락지 않는 꼿꼿한 인상, 나이답지 않게 다부진 몸. 정미소에서 시작해 순양을 재계 1위에 올려 놓았다. 그의 '3 心' 덕분에- 욕심, 의심, 변심. 이제 그는 순양을 잘 이끌 후계자가 필요하다. 하지만 눈에 차지 않는 삼남매만 있을 뿐. 그런데 순양 家를 떠났던 막내가 돌아왔다. 제 아들 진도준과 함께. 그는 한눈에 알아봤다. 막내손자가 자신을 닮았다는 걸- 승부근성, 결단력, 가차 없는 냉혹함까지. 전망증에 걸림. 2002년 월드컵 4강 진출 소식 동시에 향년 76세 사망.
- 이필옥 †(1929~2017)/김현 - 진양철의 처

머리카락 한 올 흐트러지지 않은 올림머리, 빳빳하게 풀 먹인 치마저고리. 나긋나긋 조용한 말투. 온화한 미소. 위엄있고 기품있는 걸음걸이. 순양제국의 명실상부한 안방마님이다. 현명한 아내요, 자애로운 어머니였고, 진양철의 미더운 동지요, 순양제국의 둘도 없는 개국 공신이었다. 순양의 후계자는 반드시 자신이 낳은 아들일거라 믿어 의심하지 않았다. 진양철,진도준 살인미수 사건 범인, 영국으로 도피. 2017년 영국에서 사망.
- 김정숙 †(1929~2013) - 진상기, 진윤기 친어머니 : 진상기와 진윤기를 낳고 그들이 9살, 8살이 되었을때 정심재에 보내고 노숙생활을 끝으로 2013년 사망.

## 진영기 일가
- 진영기 †(1949~2022)/윤제문 - 진양철의 장남 / 순양그룹 부회장

넘치는 의욕에 딸리는 실력, 안타깝게도 진양철의 탁월한 사업감각과 명민함은 물려받지 못했다. 감히 진양철의 그림자를 밟을 생각도, 그의 뜻을 어겨 볼 생각도 하지 못했다. 아버지를 대신해 옥살이를 하고, 아버지 뜻대로 결혼까지 했지만, 여전히 못 미더운 장남. 부족한 자신을 대신해 자신의 아들을 앞세워 진양철의 눈에 들어보려 하지만 진양철의 시선은 진도준에게 향한다. 그의 앞길을 방해하는 자는 그 누구도 용서할 수 없다. 설령 혈육인 가족이라도. 도준이 사건 진범.
- 손정래(1951~)/김정난 - 진영기의 아내

큰손, 명동 사채업자 손가의 외동딸. 화려한 외모에 명품 애호가. 시어머니의 영향인 듯 출신과 법도를 따박따박 따지고 위계질서에 각별히 예민하다. 진영기가 순양 家의 장남이지만 진양철의 인정을 받지 못해 서러운데 손아래 동서까지 무시해 속에서 뜨거운 것이 치밀어 오른다. 하지만 그녀에겐 순양을 물려받을 순양 家의 장손 진성준이 있다. 현재 직무정지.
- 진성준(1974~)/김남희 - 진양철의 장손 / 진영기의 장남 모현민의 남편 (아역 : 문성현)

태어나 보니 할아버지가 순양그룹회장, 안하무인, 오만방자, 방약무인. 그런 그는 순양은 당연히 장손인 자신의 것이라 여겼다. 그런데 진도준을 바라보는 진양철의 눈빛이 다르다. 드디어 나타난 것인가? 그의 인생에 쉽지 않은 적수가.. 연민도 도덕성도 그에겐 한가지 생각뿐이다. 순양은 처음부터 내 것이었고, 내 것을 그 누구에게도 뺏기지 않겠다는 것. 특히 진도준에게는 절대... , 도준이 사건 협조. 현재는 기결수.
- 진영준(1975~) - 진영기의 차남 : 흥청망청 여자와 술을 끼고 살면서 사고나 치고 다니는 바람에 열받은 진양철 회장이 베를린 장벽이 무너질 당시 민주화의 물결이 일던 독일 지사로 보내버렸다. 여기서 성장했다면 다행이지만 한다는 생각이 "자기를 황태자 대우하는 한국에 남고 싶다." 따위의 생각이나 하는 걸 보면 철 들기는 글러먹은 듯하다.

- 진혜경(1975~) - 진영기 장녀/진영준의 쌍둥이 : 진성준, 진영준의 여동생이자 진경준의 누나. 하라는 결혼은 안하고 유럽으로 도망가서 할머니와 살고 있다. 진양철의 장례식에 참석하기 위해 돌아온 후에는 등장하지 않는다.

- 진경준(1976~) - 진영기 삼남 : 진영기 집안의 막내. 진영준과 함께 별장에서 문란하게 노는 것으로 첫 등장. 유학을 끝마치고서는 해외 법인만 떠돌다가 장남에게만 모든 걸 몰아주려는 아버지를 배신하고 도준에게 붙어서 스파이 노릇을 한다.

- 모현민(1975~)/박지현 - 현성일보 외동딸/진성준의 전 아내 : 차갑고 이지적인 분위기, 좋은 집안에서 가정교육 잘 받은 단정한 태도. 그러나 도발적인 말투와 서슴없이 당돌한 행동. 누구도 자신을 거부할 수 없다는 자신감이다. 순양의 후계자 정도는 돼야 자신과 급이 맞다 여겼다. 그런데, 장손 진성준이 아닌 막내 진도준에게 맘이 향했다. 막내지만 진양철에게 총애를 받는 손자이고, 그녀의 집안 현성일보가 메이킹하면 후계자가 되는 건 문제없다 생각했다. 그러나, 처음으로 거절이라는 걸 당하고 만다. 진도준에게. 후에 2022년 공식적 진성준과 이혼.

- 진해성(2003~) : 진성준, 모현민의 장남 : 순양 4세로 드라마 에서는 애기 모습으로 등장.

- 진하경(2005~) : 진성준, 모현민의 장녀 : 순양 4세로 드라마 에서는 사진으로 등장.

- 이형배(1974~) : 진혜경의 남편

- 이슬기(2004~) : 진혜경의 딸

- 강지현(1977~) : 진경준의 아내

- 진윤성(2008~) : 진경준의 아들

## 진동기 일가
- 진동기(1950~)/조한철 - 진양철의 차남 / 순양화재보험 사장 : 계산이 빠르다, 눈치와 잔머리의 대가. 진양철의 사업가 마인드와 이필옥의 두뇌회전을 물려받았다. 그러나, 장자가 아닌 차남으로 태어나 순양은 물려받을 수가 없다. 그러하기에 무능한 형을 끌어 내리고 왕좌에 오를 기회를 호시탐탐 노리는데... 후에 징계 및 집행유예 처분.

- 유지나(1952~)/서재희 - 진동기의 아내

모 여대 메이퀸 출신, 사소한 단어를 영어로 쓰는 습관. 교양, 에티켓에 민감. 전직 경제부처 장관의 막내딸로 순양에 뒤처질 게 없는 명문가 출신에 미모와 지성을 겸비한 자신이라 자부한다. 살면서 단 한 번도 열등감을 느껴 본 적이 없는 대단한 자존심의 소유자. 그러나 졸부 딸인 큰동서, 연예계 출신인 작은 동서를 대놓고 급이 안 맞는다 무시한다.
- 진태준(1975~) - 진동기의 아들 : 진동기의 아들. 아버지의 회사에 들어와 착실하게 일을 배웠다. 하지만 회사돈을 빼돌려 파생상품에 투자했다가 손실을 봤다. 나중에 도준이 횡령으로 구속시켜 진동기의 계열사를 집어삼키는 인질이 되어버린다. 최고 경영자로는 부족하지만 경영지원본부장으로서는 더할 나위 없는 능력과 평판을 가지고 있고 도준과의 관계도 나쁘지 않아서 회사에 남게 되었고, 이후 민망할 정도로 도준을 직장 상사 대하듯 한다고 언급된다.

- 진예준(1976~)/조혜주 - 진양철의 장손녀, 진동기의 딸 / 순양 계열사 SY 어패럴 CEO (아역 : 강지우)

한국의 패리스 힐튼. 진예준을 만나면 세 번 놀란다. 화려한 미모에 놀라고 대단한 집안에 놀라고 그 철저한 계산속에 놀란다. 옹알이할 때부터 아빠, 진동기에게 구구단을 배웠다는 말이 있을 정도로 계산, 이재, 이해타산 그 모든 잇속에 능한 인물. 진동기를 도와 순양의 왕좌를 노린다. 현재 집행유예 처분.
- 문○○(1976~) - 진예준의 전 남편 : 작중 속내를 알수 없고 진예준과 왜 이혼을 했는지도 알수없는 인물이다.

- 문유석(2007~) - 진예준의 무녀독남 : 윤현우의 책상 속 사진으로 등장.

- 강수영(1975~) - 진태준의 아내

- 진유성(2010~) - 진태준의 무녀독남

## 진화영 일가
- 진화영(1951~)/김신록 - 진양철의 고명딸 / 순양백화점 대표

본명 진서윤. 가난한 고시생 최창제와 결혼한 평강공주, 변덕스럽고 오만하다. 하지만 아버지 진양철에게는 싹싹하고 엽렵하고 애교 만점인 사랑스러운 고명딸이다. 딸이라는 이유로 순양의 후계자가 되지 못한다는 게 말이 되는가? 무능해 인정받지 못하는 오빠들 보다 사랑받는 자신이 후계자가 될 가능성이 높다 여기며, 자신의 능력을 아버지에게 인정받기 위해 진도준의 도움까지 받는데- 그것이 그녀를 나락으로 떨어트리는 길임을 예감조차 하지 못한 채.. 2022년 집행유예 및 직무정지 선고.
- 최창제(1950~)/김도현 - 진화영의 남편 / 검사출신 서울시장

진씨가문의 데릴사위, 인내심과 젠틀한 매너. 친화력 뛰어난 호감형 엘리트. 순양 家의 특유의 오만함이 없다. 순양 家의 유일한 흙수저출신이기때문. 아내 진화영을 VIP고객 모시듯이 하고, 검찰청에서는 검사가 아닌 진양철의 사위로 불린다. 남들의 부러움과 달리, 그는 순양 家의 서비스맨일뿐이다. 그런 그에게 시장이 될 기회가 주어진다. 진도준의 도움으로.. 진양철에게는 거역일지 모르나, 순양 家의 도움 없이 스스로 설 수 있는 기회다. 2022년 직무정지 선고.
- 최시준(1975~) - 진화영 장남

- 최효원(1976~) - 진화영 장녀

## 진상기 일가
- 진상기(1952~) - 진양철의 혼외장남 : 9살때 동생 윤기와 정심재에 들어옴. 첫째 형인 진영기의 편에 서서 그를 회장으로 만들어 떡고물을 얻어먹으려고 한다. 그런 만큼 비중이 적으며 아버지인 진양철 회장에게도 이렇다 할 대접을 받지 못한다. 진양철의 유산 역시 다른 형제들이 받은 것에 비하면 새발의 피 정도. 후반부에선 엔터테인먼트 사업을 하고 싶어하는 아들에게 회사를 차려주려고 막내 진윤기를 쫓아다니고 있다.

- 안형숙(1953~) - 진상기의 아내 : 자녀인 상준, 강준, 영경이 순양의 주인이 되길 원한다.

- 진상준(1974~) - 진상기의 장남 : 그룹경영에 관심은 없지만 어머니 형숙이 계속 밀어준다.

- 진강준(1975~) - 진상기의 차남 : 어릴 때 성준의 목마를 뺏어 타고 놀다가 성준이 목마째로 밀어버려 다리가 부러진다. 그리고는 등장이 없었고 엔터테인먼트 사업을 하고 싶어한다고 언급된다.

- 진영경(1976~) - 진상기의 고명딸 : 진양철의 유산분배때 언급.

- 이지혜(1975~) - 진상준의 아내

- 진수민(2007~) - 진상준의 장녀

- 진현성(2011~) - 진상준의 장남

- 강혜주(1975~) - 진강준의 아내 : 언급으로는 둘 사이는 불임이라고 언급 된다.

- 장형민(1975~) - 진영경의 남편 : 영경이 강준과 대화할때,  "오빠, 장형민씨랑 나랑 아기 낳지 않기로 합의 했어" 라고 할때 언급만 되는 인물.

## 진윤기 일가
- 진윤기(1953~)/김영재 - 진양철의 혼외차남, 진도준의 부 / 영화 제작 및 수입회사 대표

순양제국의 서자. 다른 형제들이 동물성이라면 식물성 초식남. 언제나 온화한 표정의 스윗가이. 타인에 대한 배려가 몸에 밴 자상남. 혼외자인 진윤기는 결코 넘볼 수 없는 순양이라는 걸 일찍이 깨닫고 순양엔 관심조차 가지지 않았다. 그런데- 막내 아들 진도준이 사업감각과 배짱이 진양철을 닮았다. 거기에 진양철 회장의 총애까지 받으니, 이제라도 순양 家의 레이스에 나서야 하는 건 아닐까? 오랫동안 묻어두었던 그의 욕망이 일어나는 듯한데.. 후에 2004년 도준이 사건으로 갈라서다가 마지막회 기준 재결합한다.
- 이해인(1955~)/정혜영 - 진윤기의 아내, 진도준의 모.

순양제국의 이방인. 순양 家에 어울리지 않는 순수한 영혼. 한때는 화려한 탑스타였지만 그 세계에 어울리지 않는다는 걸 깨닫고, 진윤기를 만나 가정을 꾸렸다. 순양 家에서도 어울리지 않는 건 마찬가지. 그러나 기가 죽거나 눈치가 보이지는 않았다. 잘 보이고 싶은 마음, 뭔가 얻어내려는 마음이 없었기 때문이다. 그런데 아들 진도준은 달랐다. 순양에 욕심을 내는데- 승계싸움에서 아들 도준이가 다칠까봐 걱정되는 어머니의 맘이다.
- 진형준(1975~)/강기둥(아역 : 차성제) - 진윤기의 장남, 진도준의 형 / 연예, 음반 기획사 대표

자유인. 노래와 춤에 미쳐 있지만 결정적으로 플레이어의 재능은 없다. 유행하는 패션은 다 따라 입어야 직성이 풀리고, 심각한 상황에서 유행어를 뜬금없이 따라하는 엉뚱 매력의 소유자. 진도준의 남다른 사업 감각에 감탄하지만, 돈 버는 일도 승계싸움에도 관심 없는 가난한 재벌 3세.
- 진도준 †(1977~2004)/송중기(아역 : 김강훈) - 진양철 회장의 막내 손자 / 미라클 이사 서민영의 예비 남편

금수저, 있는 집 순양 家의 막내아들. 명석한 두뇌, 집요한 승부 근성. 마치 미래에 대해 모든 걸 알고 있는 듯 보이는 비상한 통찰력. 가차 없는 냉정함. 충성을 다 했지만 순양 家로부터 죽임을 당한 윤현우, 1987년 진양철 회장의 막내 손자, 진도준으로 다시 깨어난다. 순양 家의 머슴 윤현우는 억울하게 죽임을 당했지만 순양 家의 막내 진도준은 죽지 않고 반드시 순양제국의 왕좌를 뺏을 것이다. 자신을 죽인 순양 일가로부터. 2004년 진영기가 사주한 트럭에 의해 사망.

## 현성일보
- 모형보 †(1919~1999) - 현성일보 창업주

- 모영배 /이황의(1952~) - 모현민의 아버지

- 장문숙(1956~) - 모현민의 어머니

## 손정래 일가
- 손오천 †(1923~2002) - 손정래의 아버지

- 강순자 †(1924~2009) - 손정래의 어머니

- 손보석(1949~) - 손정래의 오빠

## 유지나 일가
- 유보현 †(1927~2000) - 유지나의 아버지

- 김문자 †(1929~2001) - 유지나의 어머니

## 최창제 일가
- 최필규 †(1921~1960) - 최창제의 아버지/4.19 혁명 유공자

- 오영숙 †(1923~2012) - 최창제의 어머니

- 최창표(1953~) - 최창제의 남동생

- 최창길(1955~) - 최창제의 남동생

## 이해인 일가
- 이승기 †(1925~2003) - 이해인의 아버지

- 장미령 †(1928~2006) - 이해인의 어머니

## 순양그룹 임원
- 이항재(1945~)/정희태 - 순양그룹 비서실장, 기획조정부 본부장.

모든 샐러리맨의 꿈. 평사원으로 입사해 실력만으로 임원, 그것도 재벌 총수인 진양철의 가신이자 복심. 윗사람 모시는 법과 아랫사람 다루는 법을 잘 아는 처신과 의전의 달인. 진회장을 깊이 존경하고 그의 급하고 괴팍한 성격마저 최고 경영자의 외로움이라 이해해 주는 둘도 없는 지음이자 동반자. 하지만, 그런 그일지라도 진씨 형제들에게 그는 순양의 마름일 뿐이다. 진양철 회장과 함께 순양을 키운 건 진씨 형제가 아닌 이항재 자신인데. 후에 퇴장.
- 김주련(1954~)/허정도 - 순양그룹 비서실

결코 甲, 1인자를 꿈꾸지 않는 슈퍼울트라 乙. 행동이 빠르다. 머리는 더 빠르고 눈치는 더더 빠르다. 권력관계에 민감하고 부릴 사람과 꿇을 사람을 기막히게 알아본다. 비서실장 이항재가 김주련의 롤모델. 그러나, 진양철에겐 이항재 한 명이면 족하다. 진영기의 김주련이 되기로 결심한다. 훗날, 진양철의 시대는 가고 진영기의 시대가 올 것이다. 그 말은 곧 이항재의 시대는 가고 김주련의 시대가 온다는 얘기다.
- 신경민(1989~)/박진영 - 순양그룹 미래자산운영본부 대리

- 우병준(1983~)/김정우 - 진도준의 충실한 경호원. 서늘한 인상에 냉정한 이미지를 가진 인물로, 일처리 하나는 제대로인 ‘해결사’.

- 임명숙(1969~)/오지혜 - 진화영의 최측근으로 피해를 가장 많이 봄.

- 백동민(1972~)/강길우 - 진동기의 충직한 전략가, 냉철하고 시니컬하며 진동기의 가까이서 늘 점잖은 목소리로 조언하는 인물. 나중에 미라클 인베스트먼트 본부장 부임.

- 정권협(1951~)/서상원 - 순양병원 병원장 :  극중에서는 보통 정원장으로 불린다. 직책이 직책이다 보니 진양철의 주치의 느낌이 강하다. 진양철을 노린 추돌사고 후 진양철의 지시에 따라 보안을 유지하지만 그룹 총수 유고에 대비함인지 진양철의 지병을 진동기에게 알려두는 바람에 진양철의 무사함이 탄로날 위기에 처한다. 하지만 중환자실에 가족면회를 통보하는 척 하면서 실제로 전화를 건 곳은 순양의료원 이사장 진윤기였기에 이사장이 중환자실 앞에서 일행을 가로막고 자신의 직권해임을 경고하는 쇼를 하게 해 위기를 넘긴다. 이후 진양철에게 섬망증상이 나타나고 그를 인지한 진양철이 진도준을 돕기 위해 증상악화의 위험을 감수하고 일시적으로라도 각성상태를 유지할 수 있게 해 줄 것을 요청하자 약물 투여로 협조한다.

- 김주현(1968~)/이준석 - 순양그룹 오너 일가 전속 관리.

- 이병연(1959~)/김효준 - 20년 경력 초밥장인.

- 하인석(1971~)/박지훈 - 진도준의 대리기사/진동기의 수하 : 진도준 가까이에서 조용히 보필하는 운전기사인 듯 하지만 진도준의 일거수일투족을 감시해 누군가에게 은밀히 보고하는 그다, 그가 모시는 진짜 주인은 따로 있는 듯한데. 후에 진도준 사고 후 알코올 중독자가 되어 윤현우를 진도준이라 한다.

## 미라클 인베스트먼트
- 오세현(1963~)/박혁권 - 진도준의 조력자이자 파트너 : 투자의 귀재, 거래의 달인. 세상과 사람에 대한 날카로운 통찰력. 그의 투자 바이블은 성경! 판단이 흐려질 때마다 자본주의의 교과서 성경을 펼쳐 들곤 한다. 돈은 세상과 인간을 이해하는 방법이라고 생각한다. 그런 그의 눈에 도준은 어린아이 답지 않은 통찰력과 비전이 마치 미래에서 온 사람처럼 보였다. 재벌가의 손자답지 않게 가난에 대한 통찰력까지.. 진도준과 함께 제대로 한번 놀아보고 싶어졌다. 월스트리트가 아닌 대한민국에서, 순양을 상대로.

- 레이첼 아리에프(1970~)/황미영 - 진도준의 조력자 / 미라클 애널리스트 : 오세현의 오른팔, 재미교포 출신. 세상 모든 물건을 투자의 대상으로 보고 가치, 가격을 매기길 좋아한다. 냉정한 판단력으로 팩트 폭력의 1인자.

## 대영그룹
- 주영일 †(1925~2008)/이병준 - 대영그룹 창업주. 대영물산, 대영자동차 대주주. 진양철의 라이벌.

- 주진형(1948~) - 주영일 장남

- 주진모(1951~) - 주영일 차남

- 주진성(1953~) - 주영일 삼남

- 주진회(1956~) - 주영일 사남

- 주진공(1959~) - 주영일 오남

## 윤현우 일가
- 윤동수(1953~)/이규회 - 윤현우의 부친
- 한경희 †(1955~1998)/서정연 - 윤현우의 모친, 아진자동차 부도 후 시위장에서 윤동수가 구타 받는 모습을 보고 기절 후 사망.

- 윤현우(1977~)/송중기 - 순양그룹 기획조정본부 산하 미래자산관리팀장

흙수저, 없는 집 장남이며 가장. 오너일가의 리스크를 관리하는 해결사. 오너일가의 지시라면 거절도, 질문도, 판단도 하지 않는 충성스런 순양맨. 그런 그가 해외에 숨겨진 자산을 순양에 귀속시키라는 특명과 함께 재무팀장으로 승진이 된다. 앞으로의 삶에 대한 기대와 희망으로 임무를 마치고 돌아서는데- 납치되어 죽음을 맞이하는 그. 충성을 다 했건만, 언제든 대체 가능한 머슴일 뿐. 억울하다. 분하다. 이대로 윤현우의 인생은 끝이 나고 마는 줄 알았으나 갑자기 기적적으로 살아났다.
- 윤현민(1979~)/바로 - 윤현우의 남동생/순양그룹 입시생

## 서울중앙지검
- 서민영(1977~)/신현빈 - 서울대 법대생 / 서울지검 반부패수사부 검사 진도준의 예비 아내

엄친딸, 대대로 법조 명문가 집안에 최고학부를 나온 재원. 순양을 집요하게 추적하는 순양의 저승사자. 저승사자라는 별명에 걸맞게 검은색 옷차림. 스무살, 여느 재벌 3세와는 다른 진도준의 매력에 호감을 느꼈지만, 표현하지 못한 채, 엇갈리고 말았다. 졸업 후, 검사와 제보자로 재회한 둘은 드디어 연인으로 발전한다. 하지만, 승계싸움에서 수단과 방법을 가리지 않고 무섭게 변해가는 진도준에 서민영은 두렵다. 검사와 피의자로 마주하게 될까 봐.
- 남지철(1968~)/남성진 - 서울중앙지방검찰청 금융조세조사부장.

- 송기호(1969~)/손강국 - 서울중앙지방검찰청 금융조세조사부 서민영 검사실 수사계장.

## 아진자동차
- 송현창(1931~)/최홍일 - 아진자동차 창업주

## 한도제철
- 김현욱(1930~1998)/김현우 - 한도제철 창업주